# Eduard Brackenhoeft
Eduard Wilhelm Brackenhoeft (* 31. Mai 1845 in Stockelsdorf; † 7. Januar 1914 in Hamburg) war ein deutscher Jurist und Abgeordneter der Hamburgischen Bürgerschaft.

## Leben

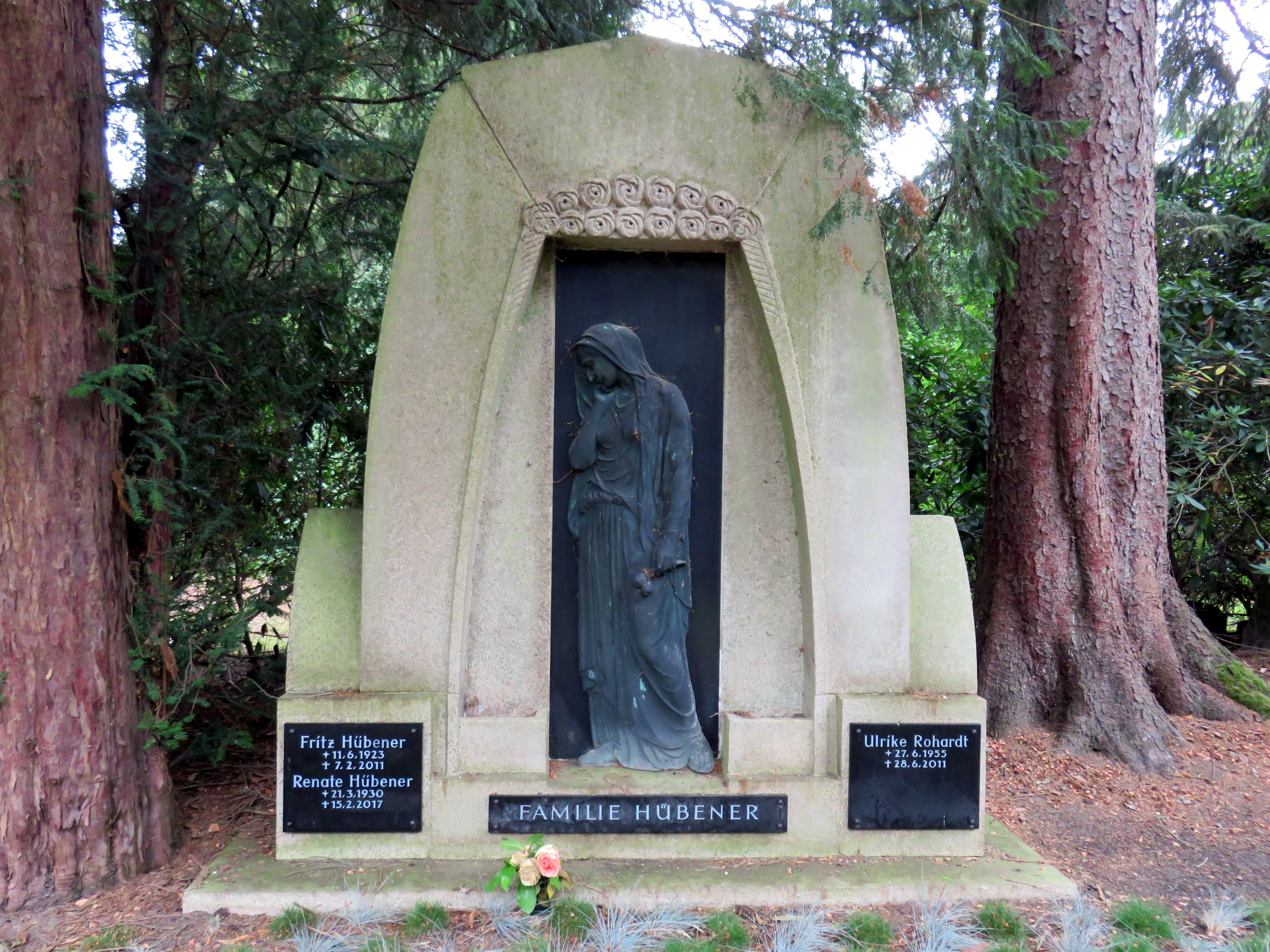
Grab Brackenhoeft, jetzt: Hübener auf dem Friedhof Ohlsdorf

Brackenhoeft promovierte 1868 in Kiel, sein Zulassungsgesuch zur Advokatur in Hamburg 1868 wurde abgelehnt. Nachdem er drei Jahre bei verschiedenen Anwälten und Prokuratoren tätig gewesen war, wurde seinem erneuten Gesuch Folge geleistet.
Brackenhoeft wurde am 15. April 1872 in Hamburg als Advokat immatrikuliert.
Er war bis 1913 als Advokat eingeschrieben und zählte zu den gut ausgelasteten Advokaten.
Brackenhoeft war in der evangelischen Landeskirche engagiert und gehörte zeitweise dem  Kollegium der Oberalten an. Er verfasste in seiner Freizeit ein kirchliches Disziplinarrecht, das er 1913 dem Präses des Kirchenrates Carl August Schröder überreichte.
Brackenhoeft gehörte von 1898 bis 1910 der Hamburgischen Bürgerschaft an, als Mitglied der Fraktion der Rechten.
Eduard Brackenhoeft wurde im Bereich der Familiengrabstätte auf dem Ohlsdorfer Friedhof in Hamburg im Planquadrat U 12 nordöstlich Kapelle 1 beigesetzt (jetzt: Patenschaftsgrab Hübener).

## Archivalien
Staatsarchiv Hamburg, 731-8_A 752 Brackenhoeft, Eduard W.